# Instituto de Investigaciones Farmacológicas
El Instituto de Investigaciones Farmacológicas (ININFA) es un centro argentino de investigación y desarrollo dedicado a la farmacología. Su filiación es de doble dependencia entre la Universidad de Buenos Aires y CONICET.

## Historia
El ININFA fue fundado por Bernardo Houssay en el año 1968. En 2005 se reglamentó el convenio marco con CONICET que lo establece como instituto de doble dependencia.
Las investigaciones del ININFA se orientan hacia la caracteriación de los mecanismos moleculares subyacentes a enfermedades complejas de alta prevalencia. El objetivo es poder desarrollar nuevas terapias farmacológicas.